# Hội Đập lớn và Phát triển Nguồn nước Việt Nam
Hội Đập lớn và Phát triển Nguồn nước Việt Nam là tổ chức xã hội - nghề nghiệp của những người làm việc trong lĩnh vực đập và phát triển nguồn nước bền vững, tại hoặc liên quan đến Việt Nam . Hội là thành viên của Tổng hội Xây dựng Việt Nam  và có tên trong danh bạ của Liên hiệp các Hội Khoa học và Kỹ thuật Việt Nam.
Hội có tên giao dịch tiếng Anh là Vietnam National Committee on Large Dams and Water Resources Development, viết tắt là VNCOLD .
Hội thành lập năm 2004. Điều lệ của Hội được thông qua tại Đại hội lần thứ I ngày 11 tháng 7 năm 2004, và được Bộ Nội vụ phê duyệt tại Quyết định số 73/2004/QĐ-BNV ngày 1 tháng 11 năm 2004 .
Trụ sở Hội đặt tại địa chỉ số 95/10 , đường Chùa Bộc, phường Trung Liệt, quận Đống Đa, thành phố Hà Nội .